# Fraccionamiento Laureles Eréndira
Fraccionamiento Laureles Eréndira är en ort i Mexiko.   Den ligger i kommunen Tarímbaro och delstaten Michoacán de Ocampo, i den södra delen av landet, 210 km väster om huvudstaden Mexico City. Fraccionamiento Laureles Eréndira ligger 1 861 meter över havet och antalet invånare är 1 290.
Terrängen runt Fraccionamiento Laureles Eréndira är kuperad åt sydost, men åt nordväst är den platt. Runt Fraccionamiento Laureles Eréndira är det ganska tätbefolkat, med 70 invånare per kvadratkilometer. Närmaste större samhälle är Morelia, 9,7 km sydväst om Fraccionamiento Laureles Eréndira. I omgivningarna runt Fraccionamiento Laureles Eréndira växer huvudsakligen savannskog.